# Rutuja Bhosale
Rutuja Bhosale (* 27. März 1996 in Shrirampur) ist eine indische Tennisspielerin.

## Karriere
Bhosale, die mit neun Jahren das Tennisspielen begann, bevorzugt dabei laut  ITF-Profil Hartplätze. Sie spielt überwiegend Turniere auf der ITF Women’s World Tennis Tour, bei denen sie bislang fünf Einzel- und 26 Doppeltitel gewonnen hat.
Seit 2012 spielt Bhosale für die indische Fed-Cup-Mannschaft, ihre Fed-Cup-Bilanz weist bislang 9 Siege bei 6 Niederlagen aus.

## Turniersiege

### Einzel
| Nr. | Datum              | Turnier             | Kategorie   | Belag     | Finalgegnerin         | Ergebnis      |
| --- | ------------------ | ------------------- | ----------- | --------- | --------------------- | ------------- |
| 1.  | 10. Juni 2017      | Aurangabad          | ITF $15.000 | Sand      | Mahak Jain            | 6:4, 6:4      |
| 2.  | 16. September 2017 | Hua Hin             | ITF $15.000 | Hartplatz | Lee Hua-chen          | 6:4, 2:6, 7:5 |
| 3.  | 1. November 2020   | Scharm asch-Schaich | ITF W15     | Hartplatz | Anna Sisková          | 6:3, 7:5      |
| 4.  | 12. Dezember 2021  | Solapur             | ITF W15     | Hartplatz | Vaidehi Chaudhari     | 4:6, 7:5, 6:1 |
| 5.  | 4. Juni 2023       | La Marsa            | ITF W25     | Hartplatz | Anastassija Gassanowa | 0:6, 6:3, 6:4 |

### Doppel
| Nr. | Datum              | Turnier             | Kategorie   | Belag     | Partnerin           | Finalgegnerinnen                                  | Ergebnis           |
| --- | ------------------ | ------------------- | ----------- | --------- | ------------------- | ------------------------------------------------- | ------------------ |
| 1.  | 20. Juli 2013      | Valladolid          | ITF $10.000 | Hartplatz | Camilla Rosatello   | Lucía Cervera Vázquez Carolina Prats Millán       | 6:4, 6:0           |
| 2.  | 25. Juli 2014      | New Delhi           | ITF $10.000 | Hartplatz | Kim Dabin           | Nidhi Chilumula Han Sung-hee                      | 6:2, 7:6           |
| 3.  | August 2014        | New Delhi           | ITF $10.000 | Hartplatz | Kim Dabin           | Sharrmadaa Baluu Wang Xi-Yao                      | 6:3, 6:4           |
| 4.  | 15. Juli 2017      | Scharm asch-Schaich | ITF $15.000 | Hartplatz | Kanika Vaidya       | Linda Prenkovic Jelena Stojanovic                 | 6:2, 6:4           |
| 5.  | 22. Juli 2017      | Scharm asch-Schaich | ITF $15.000 | Hartplatz | Mayar Sherif        | Chen Pei-hsuan Wu Fang-hsien                      | 3:6, 6:3, [10:5]   |
| 6.  | 21. Oktober 2017   | Colombo             | ITF $15.000 | Sand      | Pranjala Yadlapalli | Natasha Palha Rishika Sunkara                     | 6:4, 6:1           |
| 7.  | 20. Juli 2018      | Nonthaburi          | ITF $25.000 | Hartplatz | Pranjala Yadlapalli | Chen Pei-hsuan Wu Fang-hsien                      | 7:5, 6:2           |
| 8.  | 10. August 2018    | Nonthaburi          | ITF $15.000 | Hartplatz | Pranjala Yadlapalli | Naiktha Bains Barbora Štefková                    | 2:6, 6:0, [10:6]   |
| 9.  | 28. September 2018 | Darwin              | ITF $60.000 | Hartplatz | Hiroko Kuwata       | Kimberly Birrell Katy Dunne                       | 6:2, 6:4           |
| 10. | 4. Mai 2019        | Namangan            | ITF W25     | Hartplatz | Eudice Chong        | Anastassija Pribylowa Schalimar Talbi             | 6:4, 6:3           |
| 11. | 14. Oktober 2019   | Lagos               | ITF W25     | Hartplatz | Laura Pigossi       | Sandra Samir Prarthana Thombare                   | 4:6, 6:4, [10:7]   |
| 12. | 12. Mai 2019       | Lagos               | ITF W25     | Hartplatz | Laura Pigossi       | Sandra Samir Prarthana Thombare                   | 6:3, 6:7, [10:6]   |
| 13. | 23. November 2019  | Bhopal              | ITF W25     | Hartplatz | Emily Webley-Smith  | Diāna Marcinkēviča Walerija Strachowa             | 6:4, 7:5           |
| 14. | 22. Februar 2020   | Jodhpur             | ITF W25     | Hartplatz | Miyabi Inoue        | Snehal Mane Ankita Raina                          | 4:6, 6:4, [10:8]   |
| 15. | 13. März 2021      | Pune                | ITF W25     | Hartplatz | Emily Webley-Smith  | Riya Bhatia Miriam Bulgaru                        | 6:2, 7:5           |
| 16. | 4. Dezember 2021   | Bengaluru           | ITF W15     | Hartplatz | Sowjanya Bavisetti  | Vaidehi Chaudhari Mihika Yadav                    | 6:0, 6:3           |
| 17. | 12. März 2022      | Bendigo             | ITF W25     | Hartplatz | Ankita Raina        | Alexandra Bozovic Weronika Falkowska              | 4:6, 6:3, [10:4]   |
| 18. | 11. Juni 2022      | Chiang Rai          | ITF W25     | Hartplatz | Erika Sema          | Haruna Arakawa Natsuho Arakawa                    | 6:1, 6:3           |
| 19. | 27. August 2022    | Roehampton          | ITF W25     | Hartplatz | Erika Sema          | Naiktha Bains Maia Lumsden                        | 4:6, 6:3, [11:9]   |
| 20. | 8. Juli 2023       | Nakhon Si Thammarat | ITF W25     | Hartplatz | Erika Sema          | Shrivalli Rashmikaa Bhamidipaty Vaidehi Chaudhari | 7:63, 6:1          |
| 17. | 21. Juli 2023      | Roehampton          | ITF W25     | Hartplatz | Sarah Beth Grey     | Madeleine Brooks Holly Hutchinson                 | 0:6, 6:4, [10:4]   |
| 22. | 5. August 2023     | Foxhills            | ITF W25     | Hartplatz | Destanee Aiava      | Talia Gibson Petra Hule                           | 6:2, 6:3           |
| 23. | 27. April 2024     | Wuning              | ITF W50     | Hartplatz | Paige Mary Hourigan | Cho I-hsuan Cho Yi-tsen                           | 5:7, 7:65, [12:10] |
| 24. | 11. Mai 2024       | Fukuoka             | ITF W75     | Teppich   | Paige Mary Hourigan | Haruna Arakawa Aoi Itō                            | 3:6, 6:3, [10:6]   |
| 25. | 22. Juni 2024      | Tauste              | ITF W35     | Hartplatz | Tian Fangran        | Alana Parnaby Victoria Rodríguez                  | 6:2, 6:4           |
| 26. | 3. Mai 2025        | Lopota              | ITF W50     | Hartplatz | Paige Mary Hourigan | Shrivalli Bhamidipaty Alexandra Schubladse        | 6:3, 6:2           |